# Melananthus
Melananthus ist eine Pflanzengattung aus der Familie der Nachtschattengewächse (Solanaceae). Die fünf oder sechs Arten kommen in Mittel- und Südamerika, sowie auf Kuba vor.

## Beschreibung

### Vegetative Merkmale
Die Arten von Melananthus sind entweder kleinwachsende krautige Pflanzen mit Wuchshöhen von 10 bis 40 cm oder kleine, verzweigte Sträucher mit 0,5 bis 1 m Höhe. Die Behaarung besteht ausschließlich aus drüsigen Trichomen. Der Stiel besteht aus drei bis sechs Zellen, der Kopf kann einzellig oder vielzellig sein, wobei dann die Zellen einreihig oder in unterschiedlichen Ebenen angeordnet sein können. Die Rinde der Sprossachsen bildet eine Stärkescheide, in der jedoch keine Casparische Streifen auftreten.
Die Laubblätter sind fast oder vollständig aufsitzend, sie stehen bei einem Teil der Arten in Büscheln. Die Form der Blattspreite ist linealisch, schmal elliptisch oder linealisch-lanzettlich; der Blattrand ist manchmal eingerollt. Die Länge reicht von 5 bis 25 (selten nur 3) mm, die Breite von 1,5 bis 2 (selten nur 0,4) mm.

### Blütenstände und Blüten
Die Blütenstände sind endständige Ähren, die sich aus Gruppen von jeweils zwei bis vier Blüten zusammensetzen. Die Blütenstiele sind 1,5 bis 2,5 mm lang. Der Kelch ist zygomorph, 1,5 bis 2,5 mm lang und mit fünf ungleich geformten, dreieckig langgestreckten oder linealischen Segmenten besetzt. Die Krone kann zygomorph oder radiärsymmetrisch sein. Sie ist je nach Art 2,5 bis 4 oder 4,5 bis 8 mm lang, ihre Färbung ist gelb-schwärzlich, grün, violett oder gelb-orange. Ihre Form ist röhrenförmig, die Kronröhre ist sehr schmal zylindrisch und kann gerade oder leicht gebogen sein. Der Kronsaum ähnelt in der Struktur stark denen der Gattung Schwenckia: er ist in fünf Lappen unterteilt, wobei jeder Kronlappen wiederum in drei Lappen geteilt oder dreigespalten ist und der mittlere Lappen zentral steht, die beiden äußeren Lappen jeweils mit dem nächsten Kronlappen verbunden ist. Die Knospendeckung ist valvat-induplikat.
Die vier Staubblätter treten in zwei verschiedenen Längen auf, sie stehen nicht über die Krone hinaus. Der Ansatzpunkt in der Kronröhre kann bei allen Staubblättern gleich sein und dann etwa im unteren Viertel der Kronröhre liegen oder sich in zwei leicht übereinander liegenden Höhen befinden. Im letzteren Fall ist das oben stehende Paar mit kürzeren Staubfäden von 1 bis 2,5 mm Länge versehen und etwas tiefer angesetzt, während das zweite Paar 1,5 bis 3 mm lange Staubfäden und 0,25 bis 0,8 mm lange Staubbeutel besitzt. Die Theken der Staubbeutel sind meist leicht ungleich groß und sie stehen nur im unteren Bereich auf weniger als einem Viertel der Länge voneinander getrennt. Die Pollenkörner sind mit einem Durchmesser von 12 bis 14 µm sehr klein, die Pollenkornwand ist sehr fein netzförmig und etwa 1,4 µm dick. Der Fruchtknoten ist einkammerig, möglicherweise sogar einfächrig und bildet eine einzelne, anatroph angeordnete Samenanlage in der Nähe der Fruchtknotenbasis. Die kleine Narbe ist scheibenförmig-köpfchenförmig.

### Früchte und Samen
Die Früchte sind zygomorphe Kapseln, die 2 bis 6 mm lang werden und etwas schrumpelig oder glatt sein können. Sie sind eiförmig-geschnäbelt oder etwas sichelförmig, nach vorn etwas abgestumpft und öffnen sich scheidewandspaltig. Jede Frucht enthält nur einen einzelnen Samen. Dieser ist langgestreckt, 1 bis 1,5 mm lang, an der Basis breit und gerundet, die Spitze ist vergleichsweise schmal. Die Samenoberfläche ist glatt, das Hilum weist von der Keimwurzel weg. Der Embryo ist gerade oder leicht gekurvt, die Keimblätter sind etwa halb so lang wie der restliche Embryo. Endosperm ist nur spärlich ausgeprägt.

## Vorkommen
Die Arten der Gattung kommen vor allem in Brasilien, Guatemala und auf Kuba vor, sind jedoch auch im südlichen Mexiko, Belize, Venezuela und Argentinien zu finden.

## Systematik

### Äußere Systematik
Aufgrund der geringen Größe der reproduktiven Organe war eine sichere Zuordnung der Gattung lange Zeit nicht vorzunehmen, sie wurde zunächst den Verbenaceae zugeordnet, bevor ihre Zugehörigkeit zu den Nachtschattengewächsen erkannt wurde. Innerhalb der Systematik der Nachtschattengewächse wird die Gattung zusammen mit den Gattungen Schwenckia und Heteranthia in die Tribus Schwenckieae eingeordnet. Die in der morphologisch begründeten Systematik Armando Hunzikers ebenfalls dort platzierte Gattung Protoschwenckia wird aufgrund molekularbiologischer Untersuchungen jetzt zu den Cestroideae gezählt.

### Innere Systematik
Innerhalb der Gattung werden fünf oder sechs Arten unterschieden:
- Melananthus cubensis Urb.: Kuba.[3]
- Melananthus fasciculatus Soler. (Syn.: Melananthus dipyrenoides Walp.: ): Östliches Brasilien.[3]
- Melananthus guatemalensis Soler.: Mexiko bis Venezuela.[3]
- Melananthus multiflorus Carvalho: Südliches Brasilien und nordöstliches Argentinien.[3]
- Melananthus ulei Carvalho: Brasilien und südliches Venezuela.[3]

Die Typusart ist Melananthus dipyrenoides.

## Nachweise